# بياروم رفيع
بياروم رفيع (الاسم العلمي:Biarum angustatum) هو نوع من النباتات يتبع جنس البياروم من الفصيلة اللوفية.